# Austrolentinus
Austrolentinus is een monotypisch geslacht van schimmels. De familie is nog niet met zekerheid vastgeteld (Incertae sedis). Het geslacht werd beschreven door de Noorse mycoloog Leif Ryvarden en voor het eerst in 1991 gepubliceerd. Het geslacht omvat slechts een soort, namelijk Austrolentinus tenebrosus.